# Rottjärnarna (Rämmens socken, Värmland, 667430-139975)
Rottjärnarna är namnet på två intilliggande sjöar i Filipstads kommun, som ingår i Göta älvs huvudavrinningsområde. Denna artikel avser den nordligare av de två.